# São Miguel dos Campos
São Miguel dos Campos este un oraș în statul Alagoas (AL) din Brazilia.